# Office of Film and Literature Classification (Nueva Zelanda)
Office of Film and Literature Classification (OFLC), es una agencia gubernamental de Nueva Zelanda responsable de la clasificación de películas, videos, publicaciones y algunas veces videojuegos en Nueva Zelanda.

## Sistema
| Label | Nombre            | Definición                                                           |
| ----- | ----------------- | -------------------------------------------------------------------- |
| G     | General           | Apto para todas las audiencias                                       |
| PG    | Parental Guidance | Se recomienda compañía de los padres.                                |
| M     | Mature            | Para mayores de 16 años, y a menores, con la compañía de los padres. |
| RP13  | RP13              | Para mayores de 13 años, menores en compañía de una adulto.          |
| R13   | R13               | Para mayores de 13 años.                                             |
| R15   | R15               | Para mayores de 15 años.                                             |
| RP16  | RP16              | Para mayores de 16 años, menores en compañía de una adulto.          |
| R16   | R16               | Para mayores de 16 años. Categoría restrictiva.                      |
| RP18  | RP18              | Para mayores de 18 años, menores en compañía de una adulto.          |
| R18   | R18               | Para mayores de 18 años.                                             |
| R     | Restricted        | Restringida para clases o propósitos particulares de personas.       |

La clasificación RP18 es la más reciente, creada en abril de 2017 específicamente para la serie dramática 13 Reasons Why.
El Film and Video Labelling Body puede otorgar a las películas, vídeos y DVD una clasificación sin restricciones de (G, PG o M) según su clasificación australiana, o la clasificación antigua británica. El OLFCNZ es el único que puede otorgar calificaciones restringidas.
Las etiquetas rojas han estado disponibles para publicaciones no cinematográficas como revistas y videojuegos desde 2005.